# Флен (округ Люневіль)
Флен (фр. Flin) — муніципалітет у Франції, у регіоні Гранд-Ест, департамент Мерт і Мозель. Населення — 387 осіб (01.01.2021).
Муніципалітет розташований на відстані близько 320 км на схід від Парижа, 80 км на південний схід від Меца, 45 км на південний схід від Нансі.

## Історія
До 2015 року муніципалітет перебував у складі регіону Лотарингія. Від 1 січня 2016 року належить до нового об'єднаного регіону Гранд-Ест.

## Демографія
Динаміка населення (INSEE ):

## Економіка
2010 року серед 228 осіб працездатного віку (15—64 років) 162 були активними, 66 — неактивними (показник активності 71,1%, у 1999 році було 62,7%). З 162 активних мешканців працювало 147 осіб (77 чоловіків та 70 жінок), безробітними було 15 (8 чоловіків та 7 жінок). Серед 66 неактивних 20 осіб було учнями чи студентами, 27 — пенсіонерами, 19 були неактивними з інших причин.